# St. Paulin

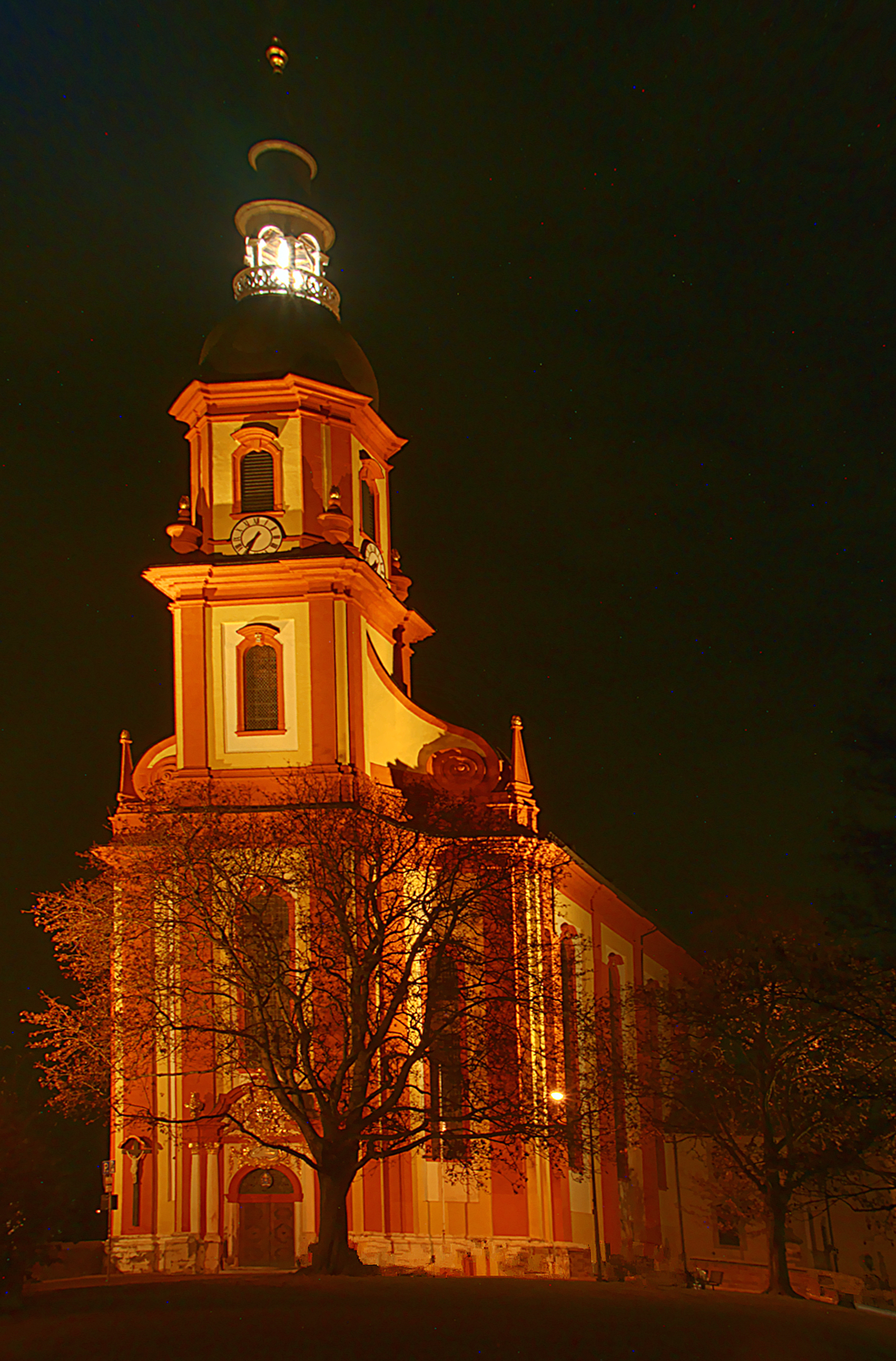
St. Paulin in der aktuellen Farbfassung von 2015/2016 mit Christbaum in der Turmspitze

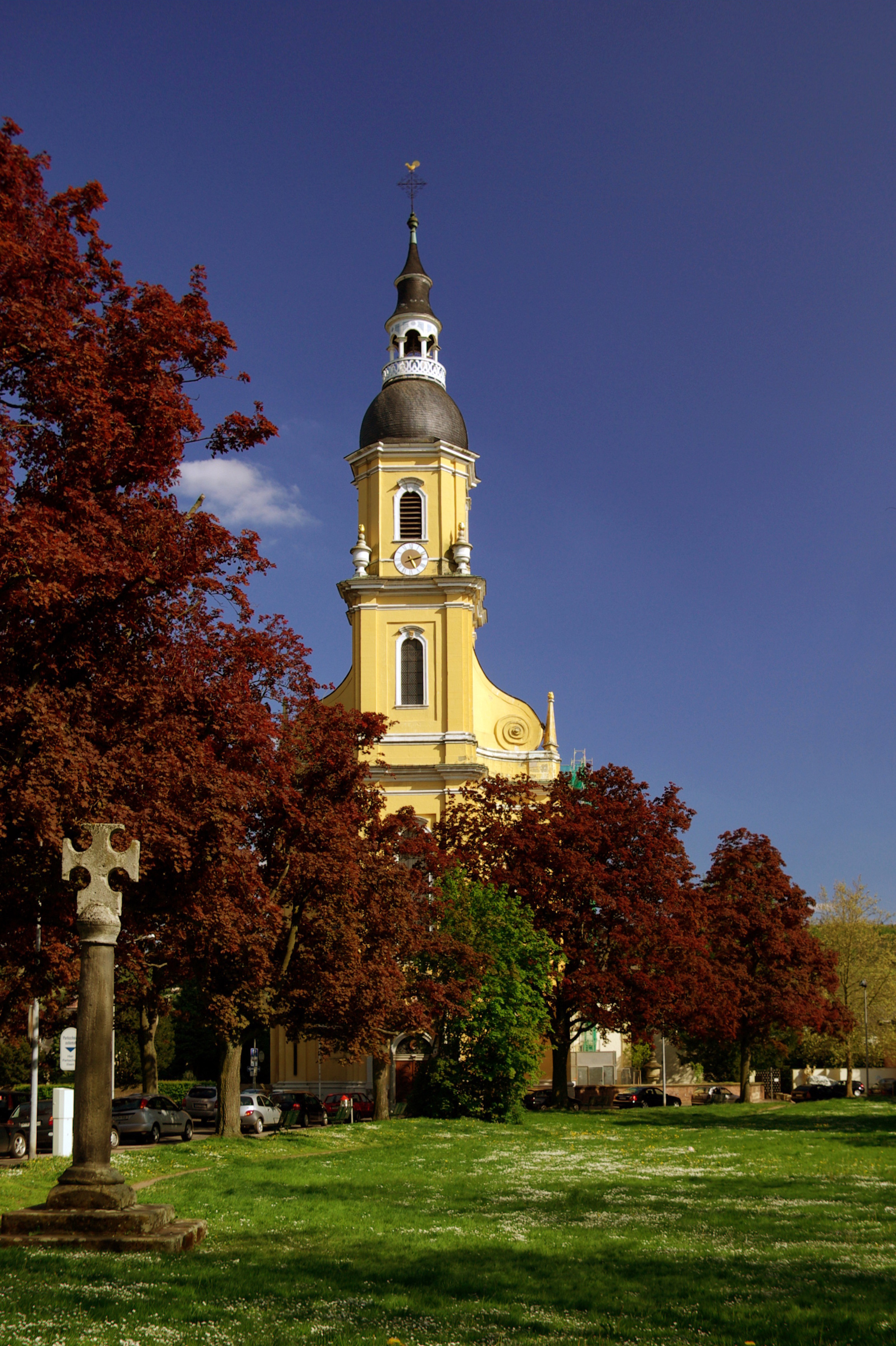
St. Paulin (Farbfassung bis 2014), links das steinerne Kreuz

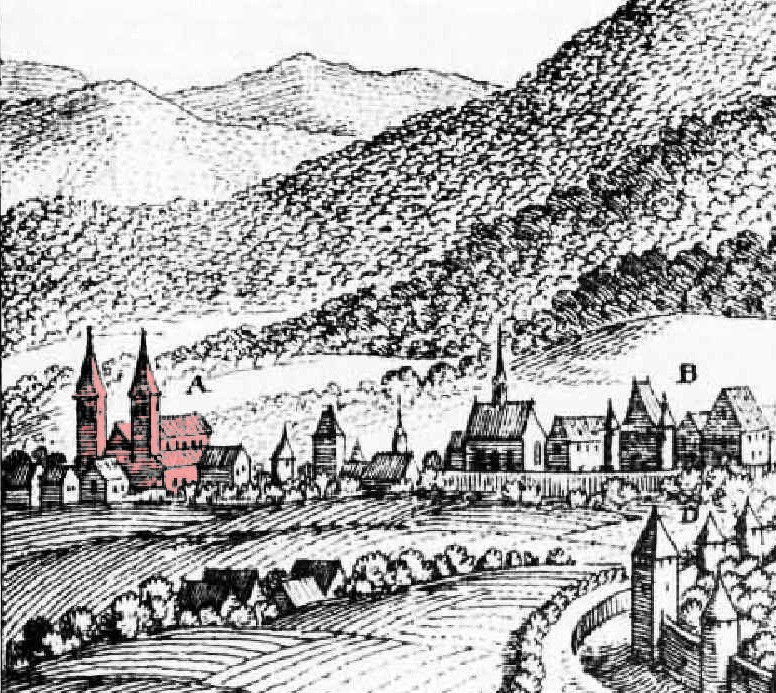
Romanikbau St. Paulin (l.) mit St. Maximin (r.) vor den Stadtmauern (r.u.). Stich von 1646, wohl nach einer Ansicht von 1548/50

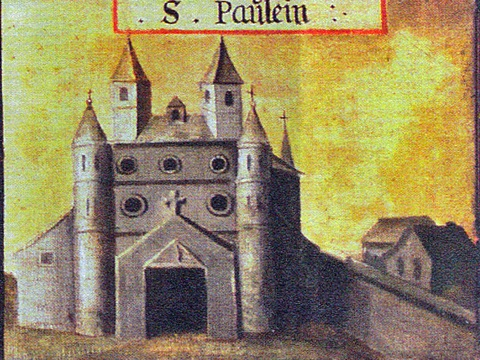
Abbildung von St. Paulin auf dem Trierer Gerichtsbild von 1589

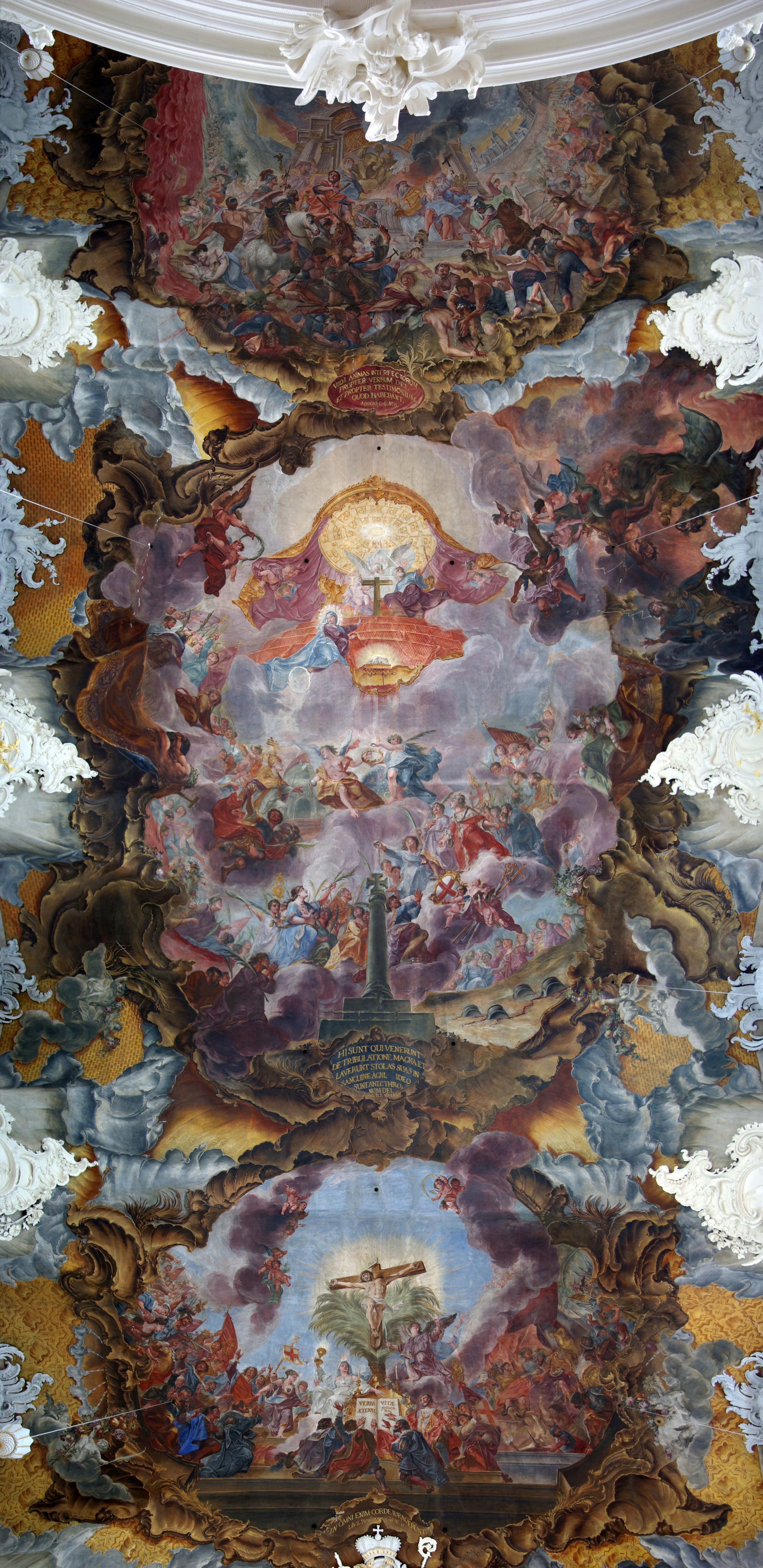
Deckengemälde von Christoph Thomas Scheffler

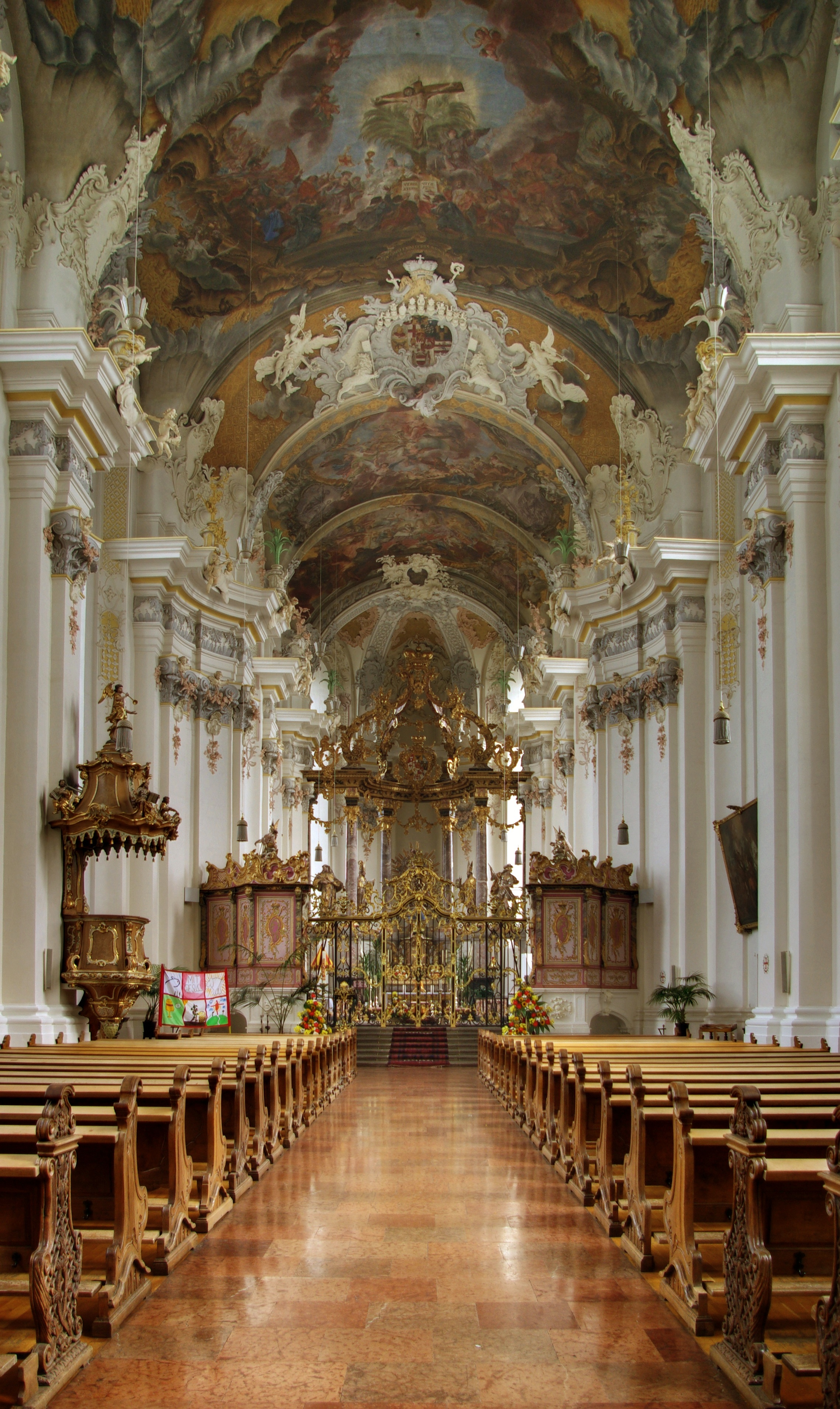
Innenansicht

Sankt Paulin ist eine spätbarocke römisch-katholische Pfarrkirche in Trier, deren Ausstattung von Balthasar Neumann entworfen wurde. Bis 1804 waren sie und ihre Vorgängerbauten jahrhundertelang Stiftskirche. Seit 1958 ist St. Paulin Basilica minor.

## Geschichte

### Erste Kirche: 4. Jahrhundert bis 1039
Die erste Kirche an dieser Stelle erbaute im 4. Jahrhundert Bischof Felix im römischen Gräberfeld nördlich der Stadtmauern des römischen Trier (sog. Augusta Treverorum). Der Legende nach stammen die römischen Knochenfunde hingegen von der Thebäischen Legion, einer legendenhaften römischen Legion von Christen, die in der Antike hingerichtet worden sein sollen, weil sie sich weigerten, ihrem Glauben abzuschwören. Nach der regionalen Version der Legende fand ihr Martyrium an jener Stelle statt, an der heute der Vorplatz der Kirche liegt. Ihr Blut soll bis in die Mosel geflossen und den Fluss kilometerweit (nach unterschiedlichen Angaben zum Beispiel bis Cochem) rot gefärbt haben.
Ihren Namen erhielt die Kirche vom heiligen Paulinus, der von 346 bis 353 Bischof von Trier war und dessen sterbliche Überreste um 400 großenteils in die nach ihm benannte Kirche überführt wurden. Einige Reliquien von Paulinus werden indes in der Kirche St. Paulinus in Lauterbach, einem Stadtteil der saarländischen Stadt Völklingen, aufbewahrt.
Im 5. Jahrhundert wurde St. Paulin durch die Eroberungen von Trier durch die Franken (wahrscheinlich um 413 und 421) zerstört. Ab 480 begann der Wiederaufbau.
Nicht genau zu datieren sind die Ursprünge des Stifts, das sich über Jahrhunderte um die Kirche erstreckte. Die erste datierbare Stiftung ist für den Anfang des 8. Jahrhunderts belegt.
1039 zerstörte ein Brand den antiken Kirchenbau fast vollständig. Nur die antike Gruft mit ihren vielen Schädeln und Knochenresten (angeblich jenen der legendenhaften Thebäischen Legion) ist heute noch erhalten; sie wird an bestimmten liturgischen Festen und ausnahmsweise für Besichtigungen zugänglich gemacht.

### Zweite Kirche: Vor 1148 bis 1674
Nach dem Brand der antiken Kirche wurde ein romanischer Nachfolgebau in Form einer zweitürmigen dreischiffigen Basilika errichtet und 1148 von Papst Eugen III. geweiht.
Die romanische Kirche wurde 1674 im Eroberungskrieg des französischen Königs Ludwig XIV. von französischen Truppen gesprengt, um im Norden der Stadt Trier aus taktischen Gründen ein freies Feld zu schaffen. Heute besteht von der Basilika nur noch die romanische Krypta mit dem Sarkophag des Heiligen Paulinus aus dem 4. Jahrhundert.

### Dritte Kirche: Seit 1734/57
1734 legte Kurfürst und Erzbischof Franz Georg von Schönborn auf den Fundamenten des Mittelschiffs der romanischen Kirche den Grundstein zum Neubau der Kirche, den er aus seinen Einkünften als Propst des Stiftes finanzierte. Der neue Bau wurde eine einschiffige Barockkirche mit markanter, die Außenwirkung dominierender Einturmfassade. Die Frage nach dem planenden Architekten ist anhand der erhaltenen Pläne und Schriftquellen nicht eindeutig zu beantworten. Neben dem Trierer Augustinerbruder Joseph Walter und dem kurtrierischen Hofwerkmeister Johann Georg Seitz – der bis zu seinem Tod 1739 die Bauarbeiten vor Ort leitete – wurde sie auch Christian Kretzschmar zugeschrieben. Vor allem wird mit dem Kirchenbau jedoch der Name Balthasar Neumanns verbunden, der die reichhaltige Innenausstattung des hellen Kirchenraums entwarf, allerdings hielt er sich im Gegensatz zu den übrigen am Bau beteiligten Architekten nicht längere Zeit in Trier auf und dürfte daher, neben den Entwürfen für die Ausstattung, eher indirekt, möglicherweise als Ideengeber, auf den Bau eingewirkt haben. Jedenfalls liegen die stilistischen Wurzeln der Einturmfassade augenscheinlich in der Tradition der mainfränkischen Einturmfassaden, begründet durch den Würzburger Hofbaumeister Joseph Greissing, dem direkten Amtsvorgänger Balthasar Neumanns. Erst neuere Quellenforschung belegt zudem persönlichen Kontakt zwischen Greissing und Johann Georg Seitz. Damit ist die Architektenfrage zwar nicht entschieden, doch verlagert sich der Schwerpunkt in Richtung Neumann und Seitz, wobei die engen Kontakte des Stifters, Kurfürst Franz Georg von Schönborn, zu seinem Bruder Friedrich Carl von Schönborn, der die fränkischen Hochstifte Würzburg und Bamberg regierte, sowie zu seinem Bruder Rudolf Franz Erwein von Schönborn noch zu veranschlagen wären.
Christoph Thomas Scheffler (1743) schuf die Deckenfresken, auf denen die Geschichte des heiligen Paulinus und das Martyrium der Thebäischen Legion dargestellt sind. An den Wänden und der Decke sind außerdem weiße Stuckaturen ausgeführt. Der Hochaltar (nach Entwürfen Balthasar Neumanns) – ein Ziborienaltar –, das Chorgestühl und weitere Ausstattungsstücke der Kirche wurden in der Werkstatt des Bildhauers Adam Ferdinand Dietz hergestellt. Die von Neumann entworfenen Seitenaltäre blieben unausgeführt. 1756 wurde die Arbeit an der Orgel von dem Trierer Orgelbauer Roman Benedikt Nollet vollendet. Der Orgelprospekt geht ebenfalls auf Pläne Neumanns zurück, die Ausführung überwachte der kurtrierische Hofbaumeister Johannes Seiz. 1757 wurde die barocke Kirche durch Johann IX. Philipp von Walderdorff geweiht.
1794 wurde Trier von französischen Revolutionstruppen besetzt. Als Napoleon Bonaparte in die Stadt kam, soll er von der Schönheit der Kirche sehr angetan gewesen sein. 1802 wurde das Stift St. Paulin – gemeinsam mit den meisten Trierer Stiften, Klöstern und Abteien – von der französischen Besatzung aufgelöst und sein Vermögen enteignet. 1804 wurde ein Teil des Vermögens zurückgegeben und St. Paulin zur Pfarrkirche erklärt.
Im 20. Jahrhundert wurde St. Paulin 1930/1931 (Innenraum) und 1979–1982 (Äußeres) renoviert. Auch die Orgel wurde mehrfach instand gesetzt: 1934 wurden an der Orgel eingehende Umbauten durch die Orgelmanufaktur Klais vorgenommen (unter anderem weitgehende Elektrifizierung), 1991 wurde sie von Klais restauriert.
Am 23. Mai 1958 wurde St. Paulin vom damaligen Papst Pius XII. der Ehrentitel Basilica minor oder Päpstliche Basilika verliehen. Sie war damit nach der Benediktinerabtei St. Matthias und der Liebfrauenkirche die dritte Kirche der Stadt Trier und deutschlandweit die 32. Kirche, die diesen Titel erhielt. Als Zeichen dieses Ehrentitels ist über dem Hauptportal das Wappen von Papst Franziskus angebracht.
Seit 1982 hatte das Gebäude einen gelb-weißen Außenanstrich, der auf damals gefundenen Farbresten basierte. 2014 stellte sich bei einer Restaurierung jedoch heraus, dass diese Farbgebung erst im 19. Jahrhundert entstanden war. Mit modernen technischen Mitteln konnte die ursprüngliche Farbfassung in Rotbraun, Gelb und Weiß ermittelt werden. Diese Farbgebung wurde auch für den Ende 2016 fertiggestellten Neuanstrich gewählt.
Jährlich finden Anfang Oktober die „Märtyrertage“ statt, an denen der Trierer Märtyrer und der Angehörigen der Thebäischen Legion gedacht wird. Zu diesem Anlass wird unter anderem die Gruft zugänglich gemacht, in denen die sterblichen Überreste der römischen Soldaten liegen sollen. An anderen Tagen des Jahres ist die Gruft durch ein metallenes Ziergitter zumindest teilweise einzusehen.
In der Kirche werden außerdem Konzerte – hauptsächlich Orgelkonzerte – veranstaltet.

## Baubeschreibung
Die heutige Pfarrkirche St. Paulin ist eine einschiffige Kirche mit westlichem Fassadenturm und eingezogenem Chor. Sie steht auf den Fundamenten des Mittelschiffs der 1674 zerstörten romanischen Stiftskirche St. Paulin. Die Kirche erstreckt sich über eine Länge von 52 Metern, während der Turm bis zur Spitze fast 53 Meter hoch ist.
Das Langhaus umfasst vier Joche und wird durch flache Wandpfeiler mit vorgelegten Kompositpilastern gegliedert. Die Wölbung erfolgt durch böhmische Kappengewölbe mit Stichkappen über den Fenstern, wobei gestelzte Tonnengewölbe eine durchgehende Wölbfläche für die Freskomalereien bilden. Der Chorschluss wird von einer Halbkuppel mit stark aufgelösten Stichkappen überspannt.
Der dreigeschossige Turm ist durch konkav geschwungene Voluten organisch mit der Fassade verbunden. Die beiden unteren Geschosse sind quadratisch, während die Glockenstube sechseckig gestaltet ist. Der Außenbau wird durch hohe, schlanke Rundbogenfenster sowie durch die Verwendung von Rotsandstein zur Gliederung der Architektur hervorgehoben.
Unter dem Chor befindet sich eine geräumige, dreischiffige Krypta, die durch Pfeiler in vier Joche unterteilt wird. Nach Westen schließt sich die vom Vorgängerbau übernommene Stollenkrypta an, die bereits unter dem Langhaus liegt. In ihrer Mitte steht der barocke Paulinusalter. In der Krypta von St. Paulin befinden sich die Gräber der heiligen Bischöfe Paulinus und Felix von Trier und die der heiligen Trierer Märtyrer.

## Ansichten

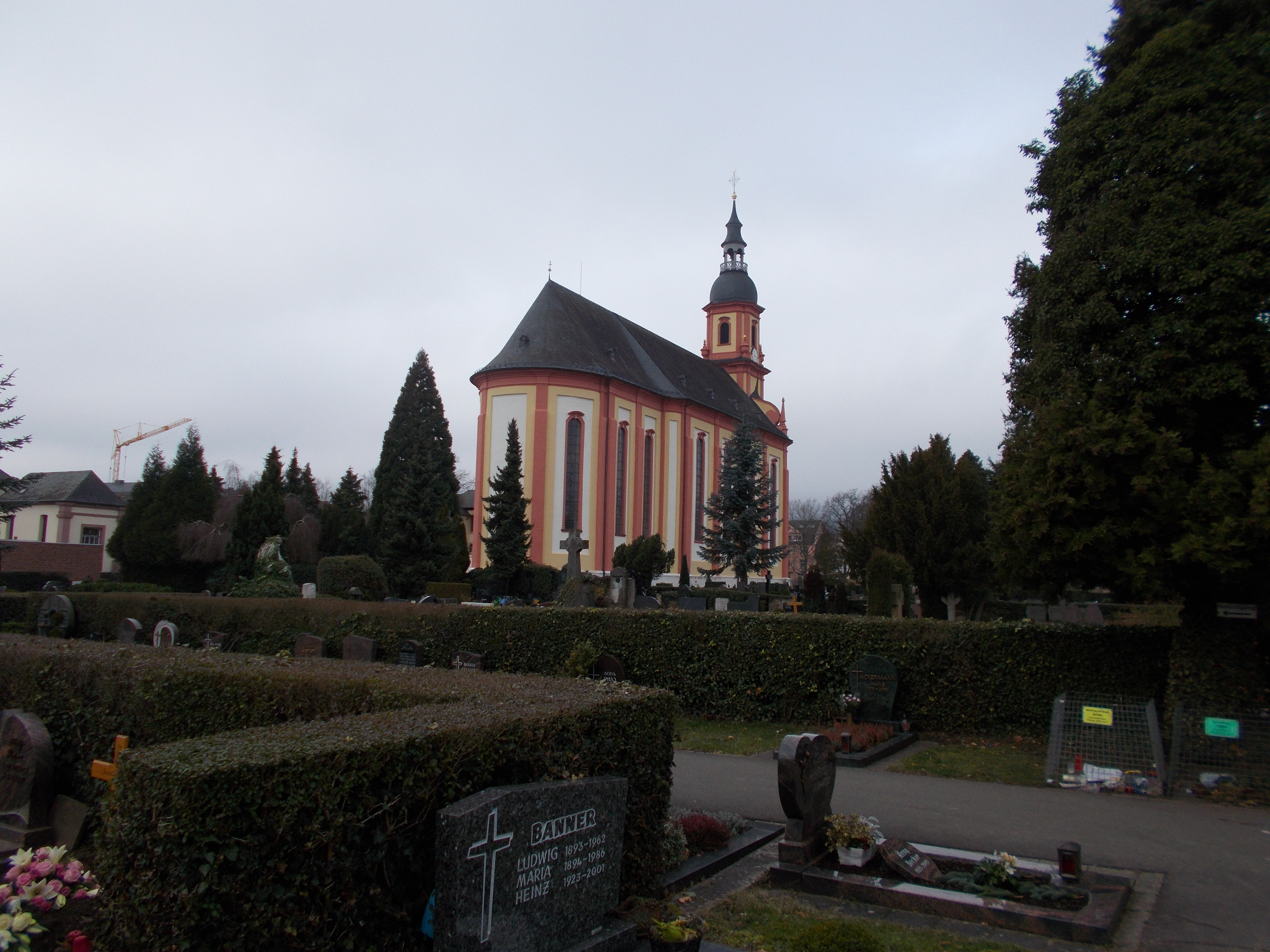
Paulinkirche Ostseite
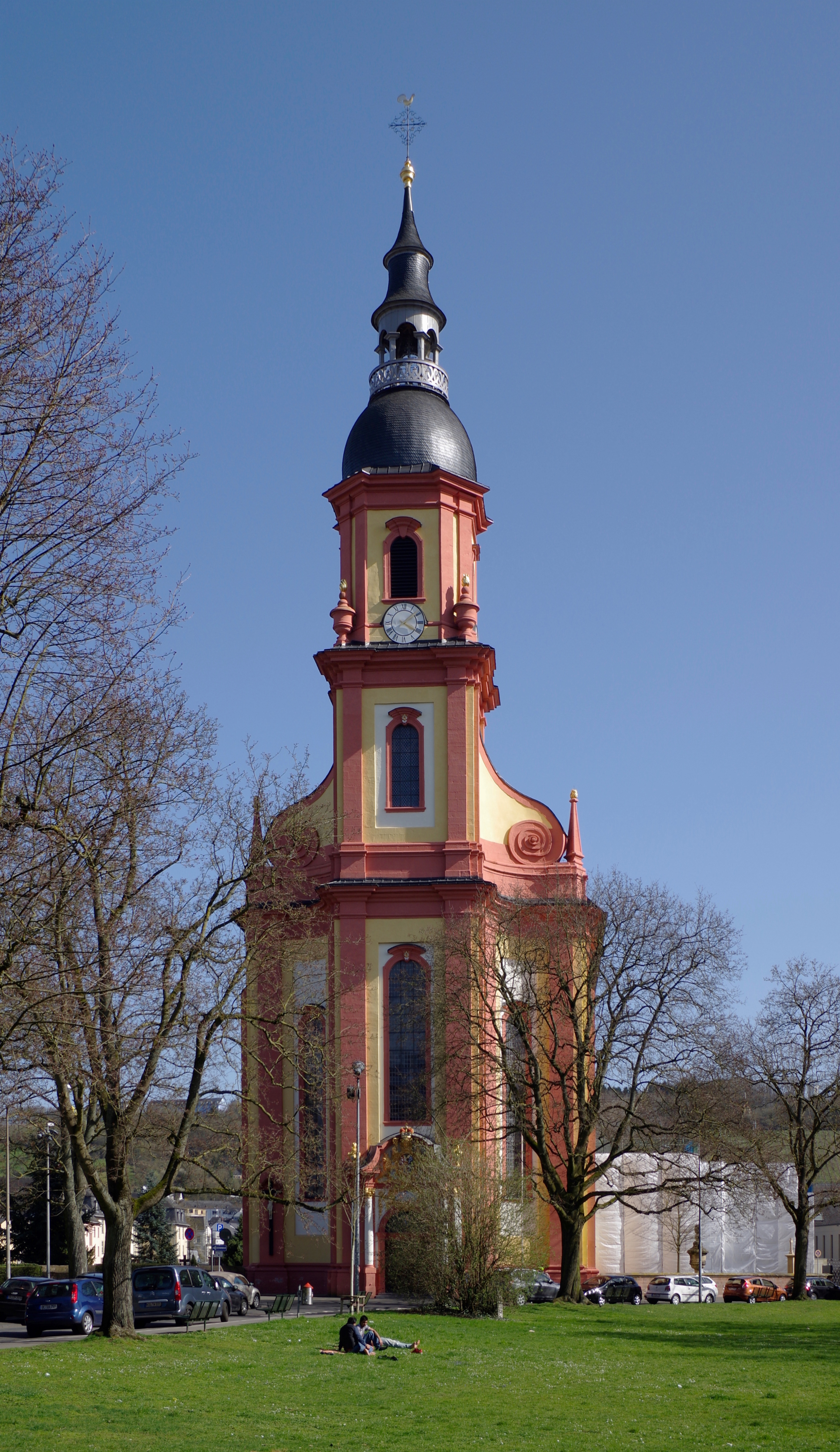
St. Paulin Frontseite in der aktuellen Farbfassung von 2015/2016
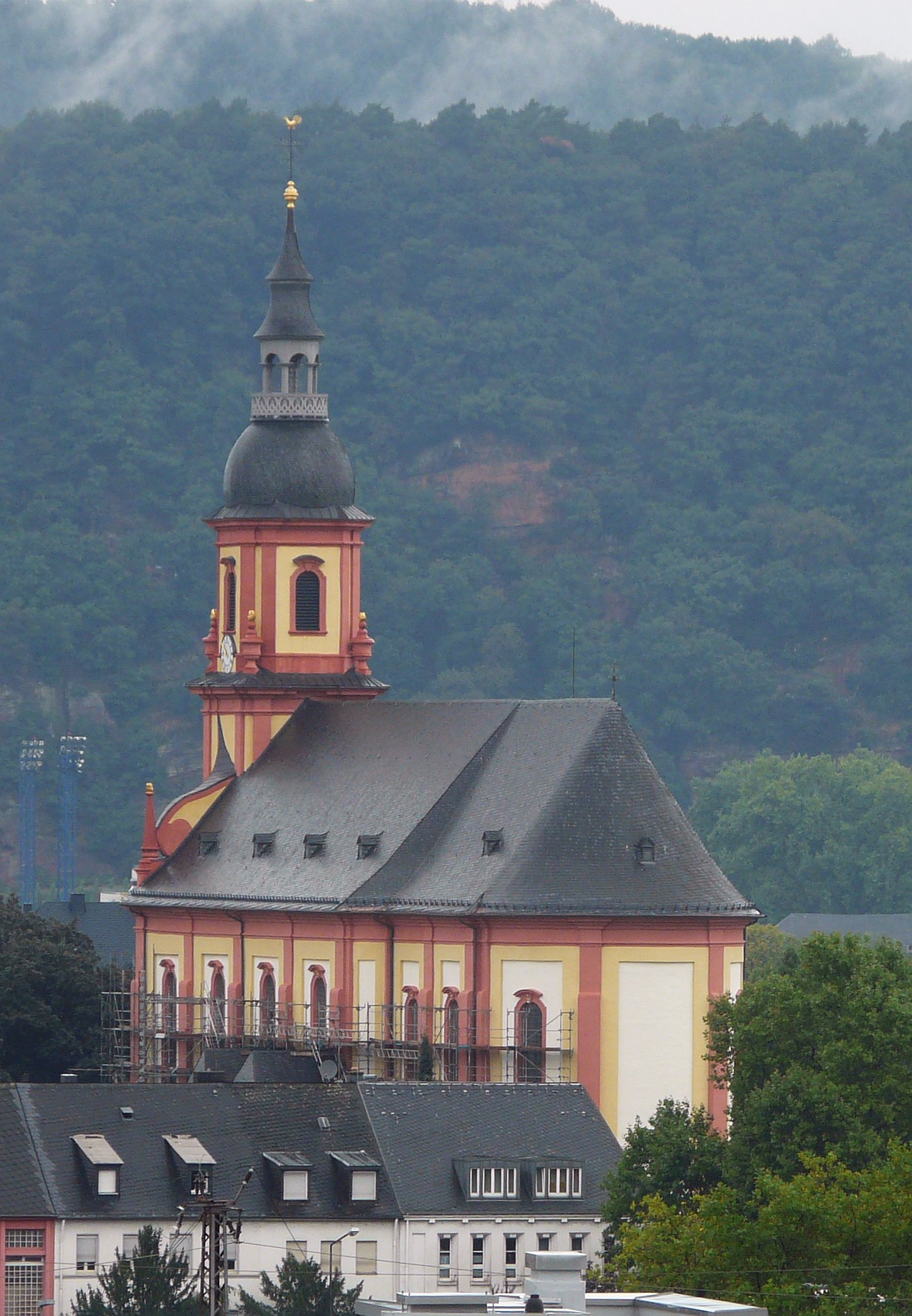
Außenansicht (Süd), aktuelle Farbfassung
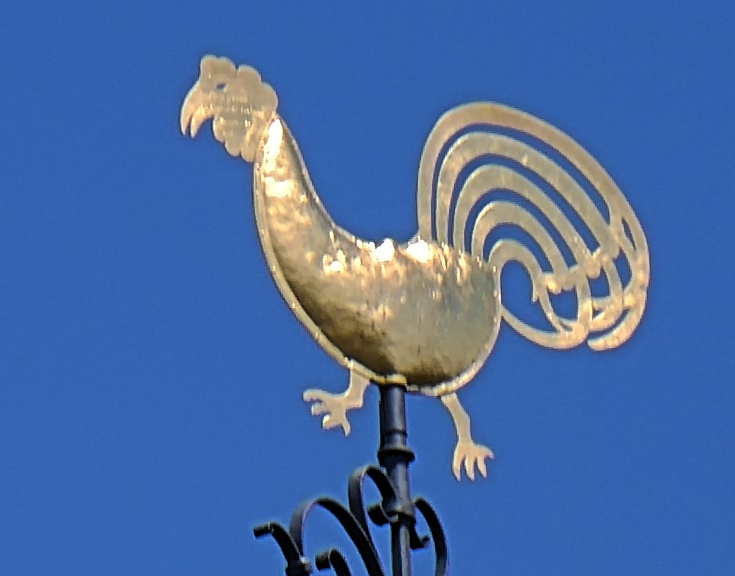
Wetterhahn auf dem Turm
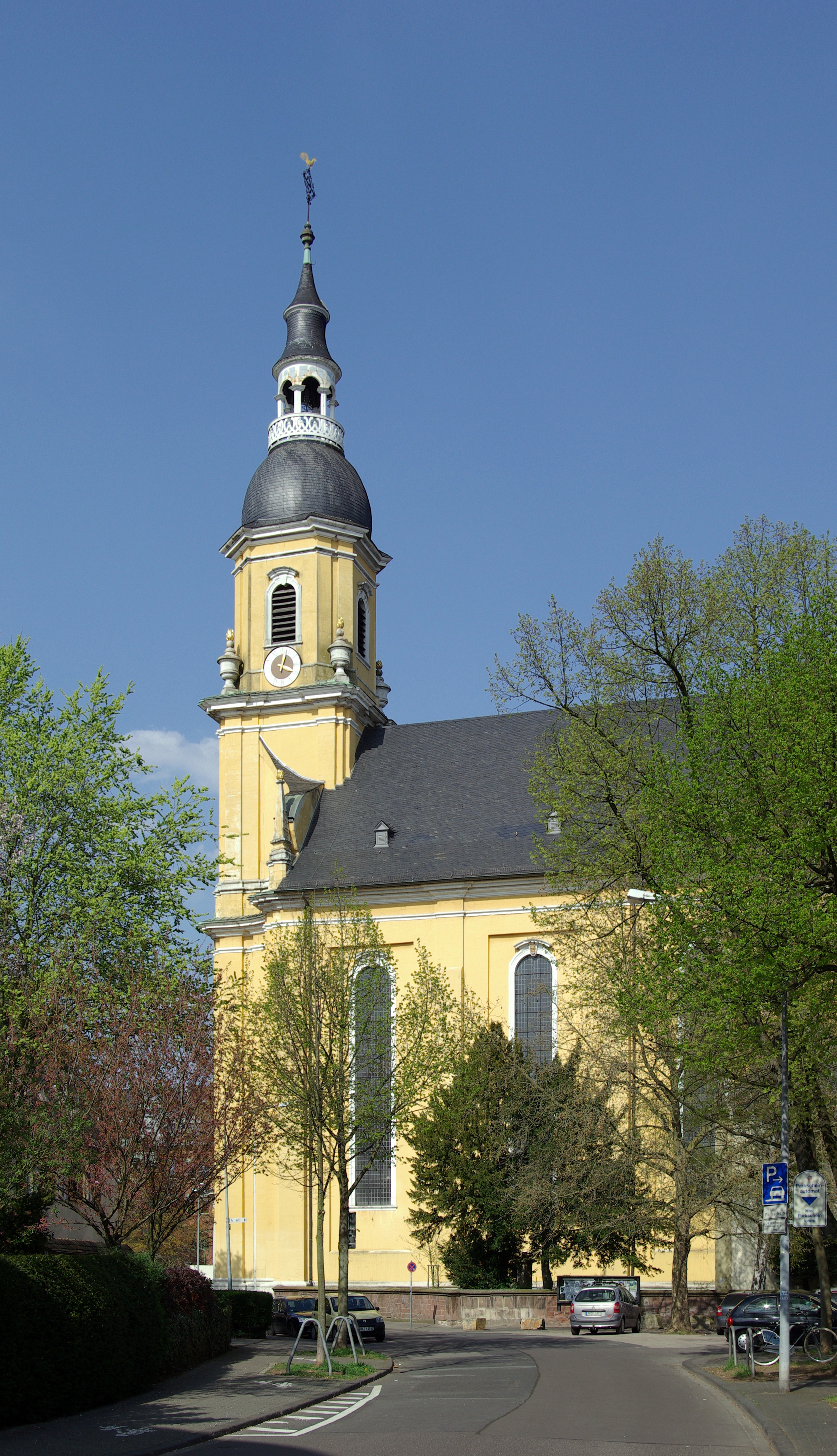
Außenansicht (Südwest), Farbfassung bis 2014
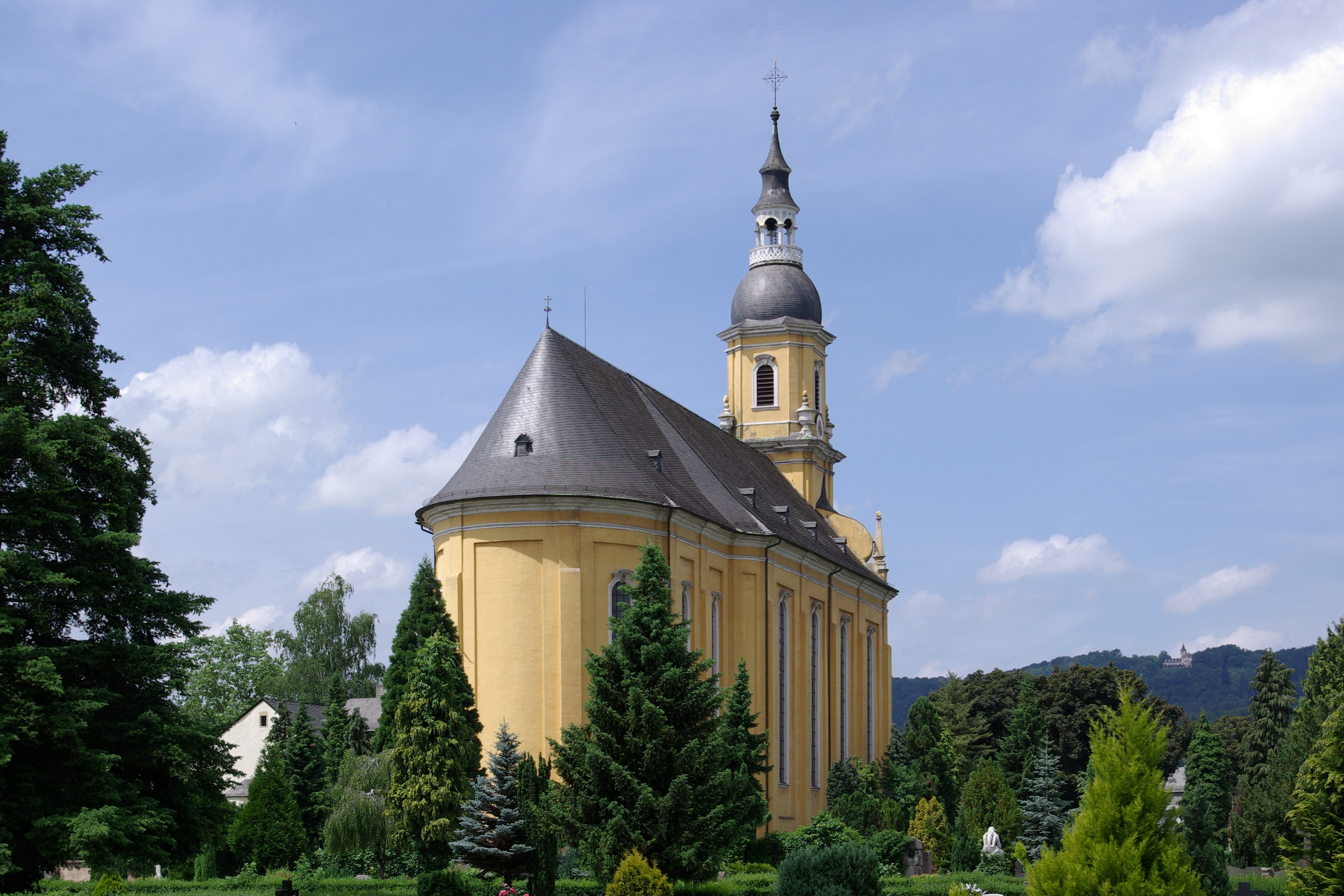
Außenansicht (Südost), Farbfassung bis 2014
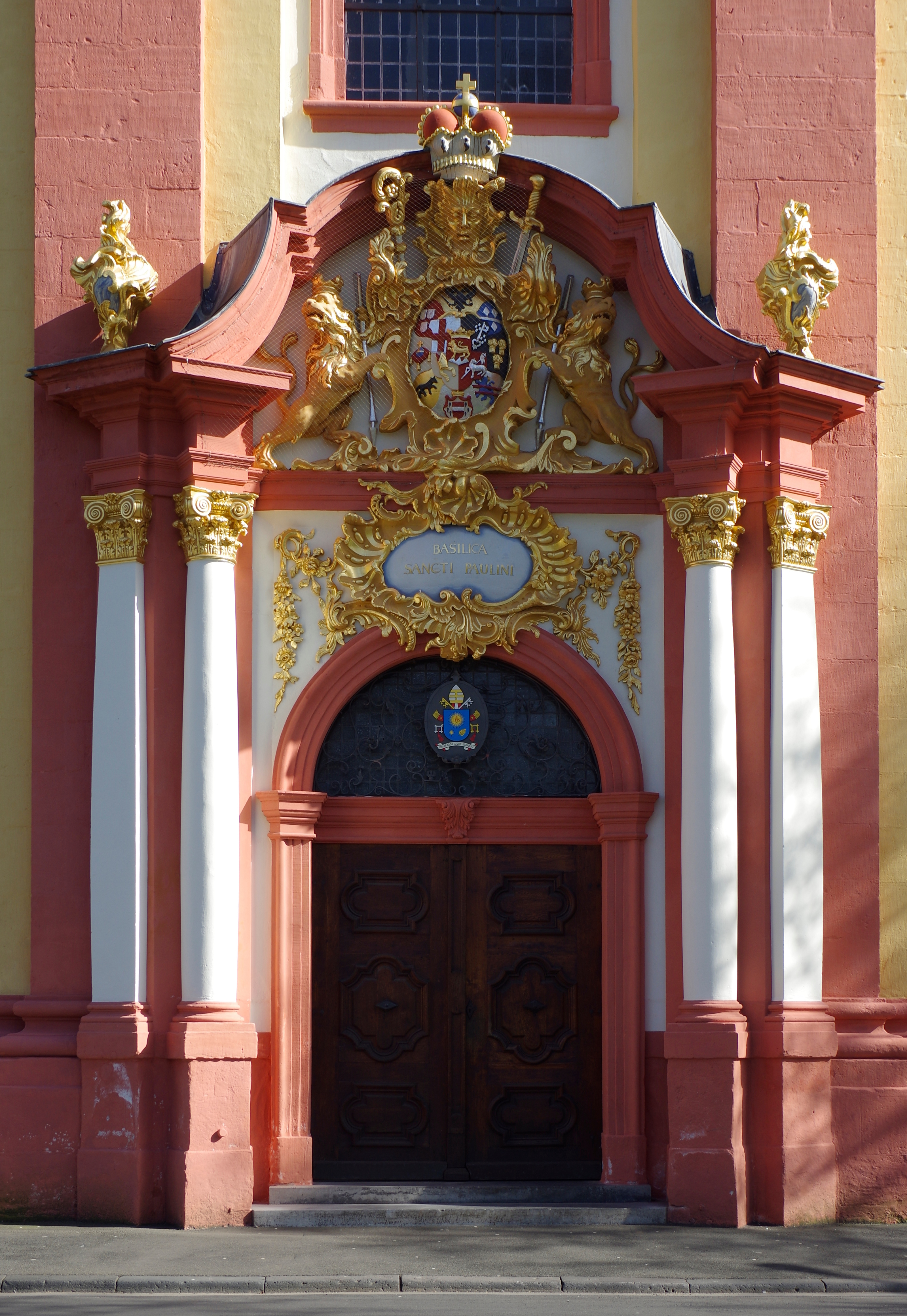
Hauptportal
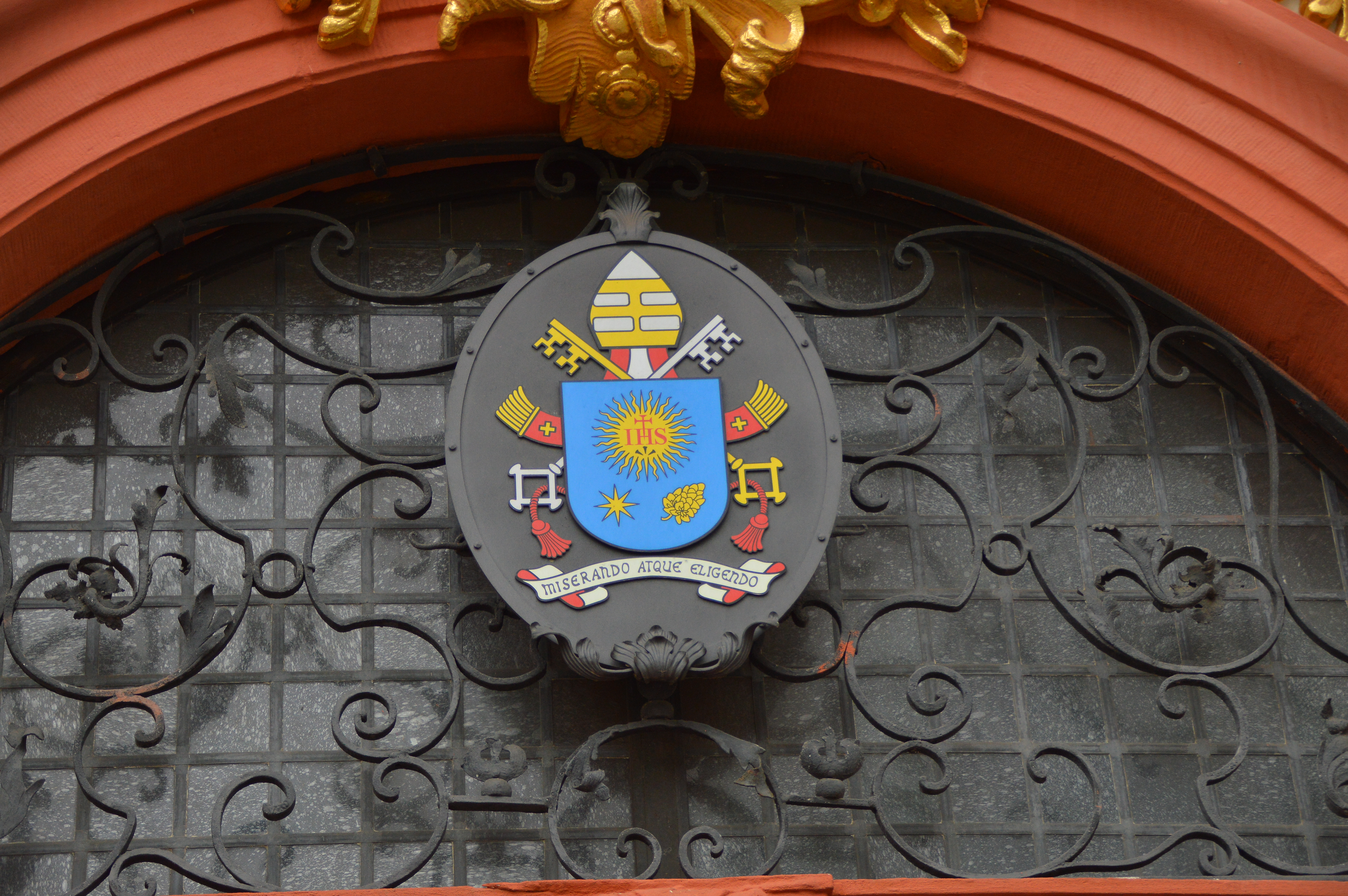
Wappen von Papst Franziskus über dem Eingang als Zeichen einer Basilica Minor
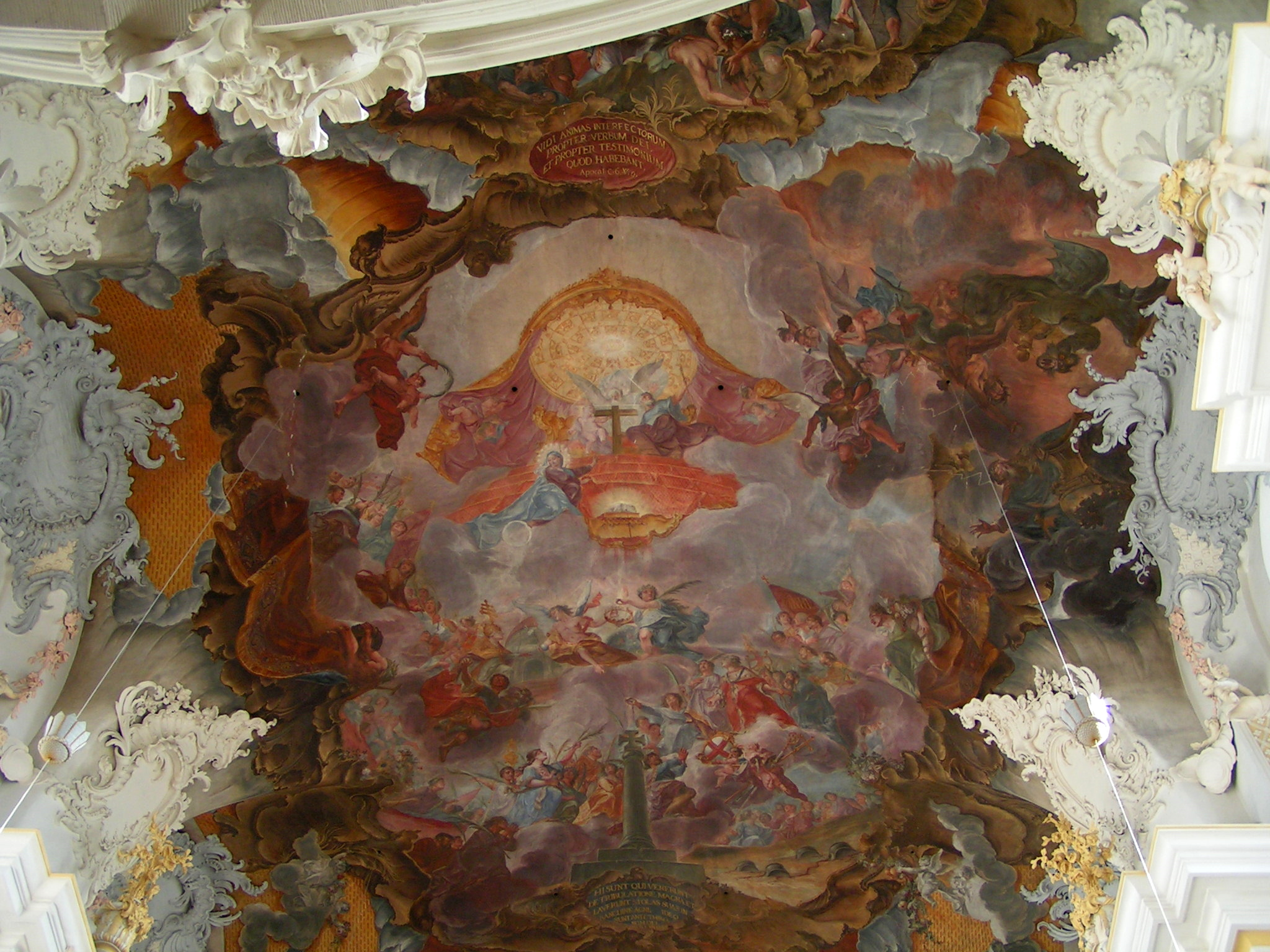
Scheffler-Fresko (Ausschnitt)
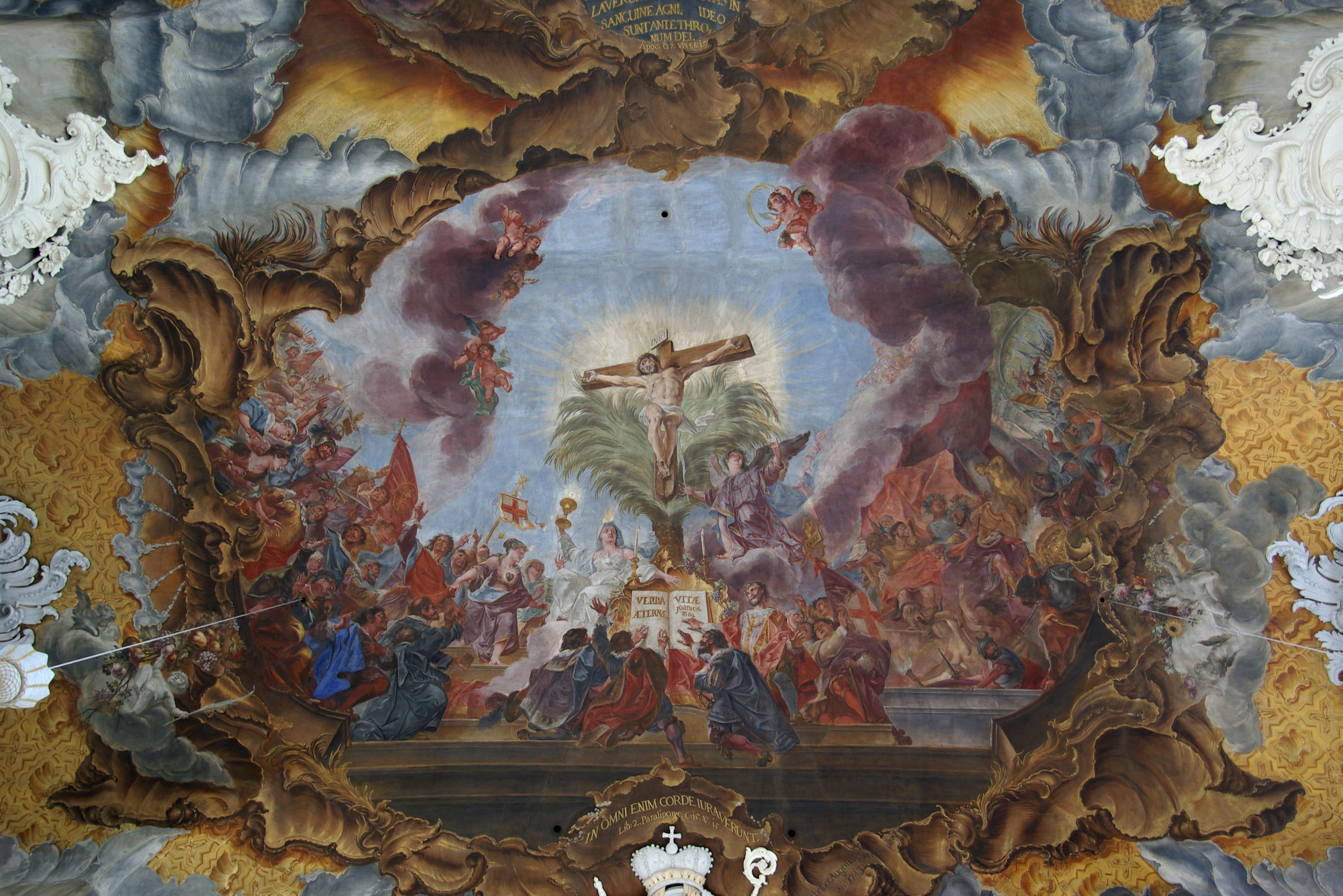
Scheffler-Fresko (Ausschnitt, Kreuzigung)
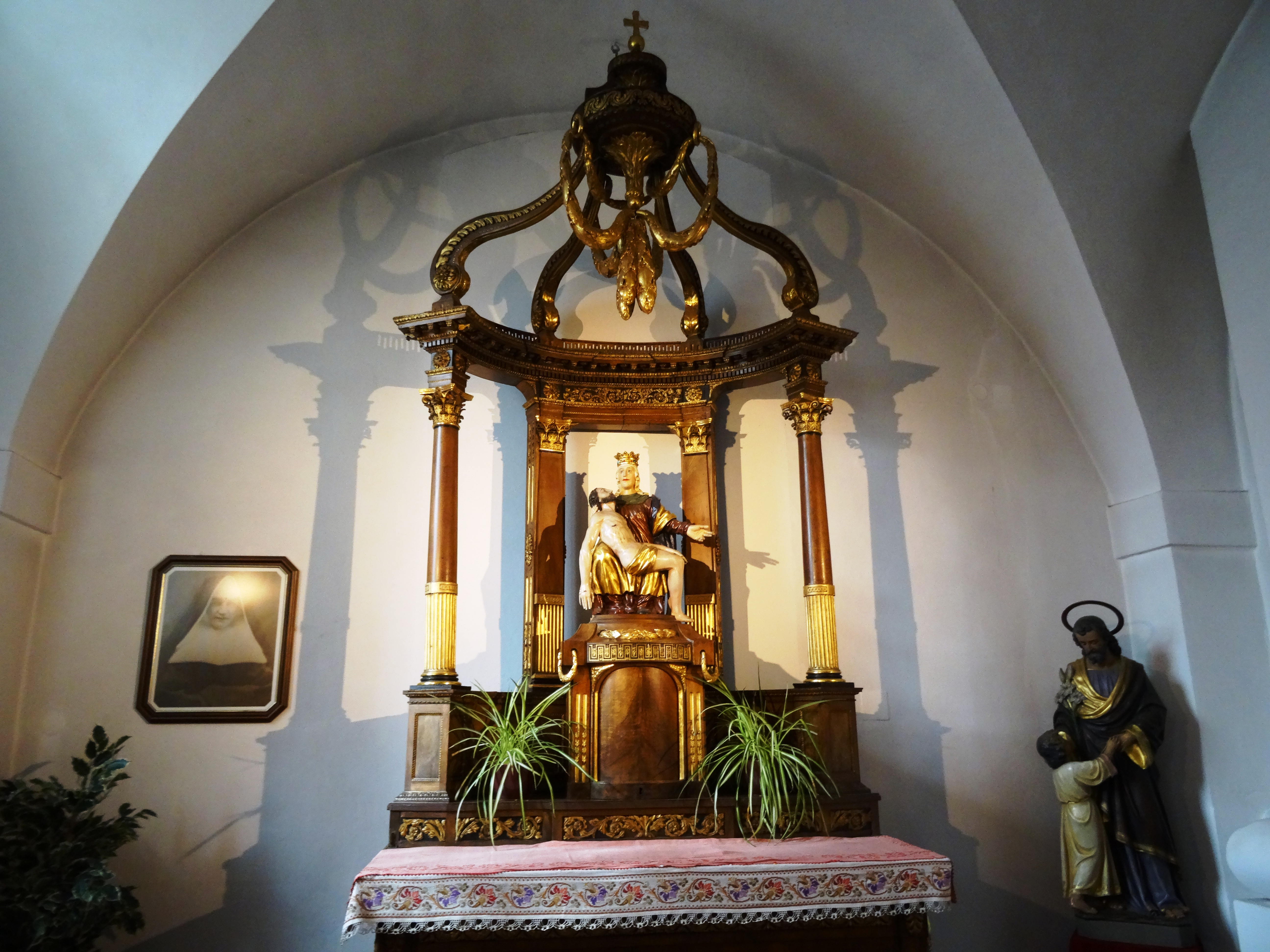
Altar der Seitenkapelle
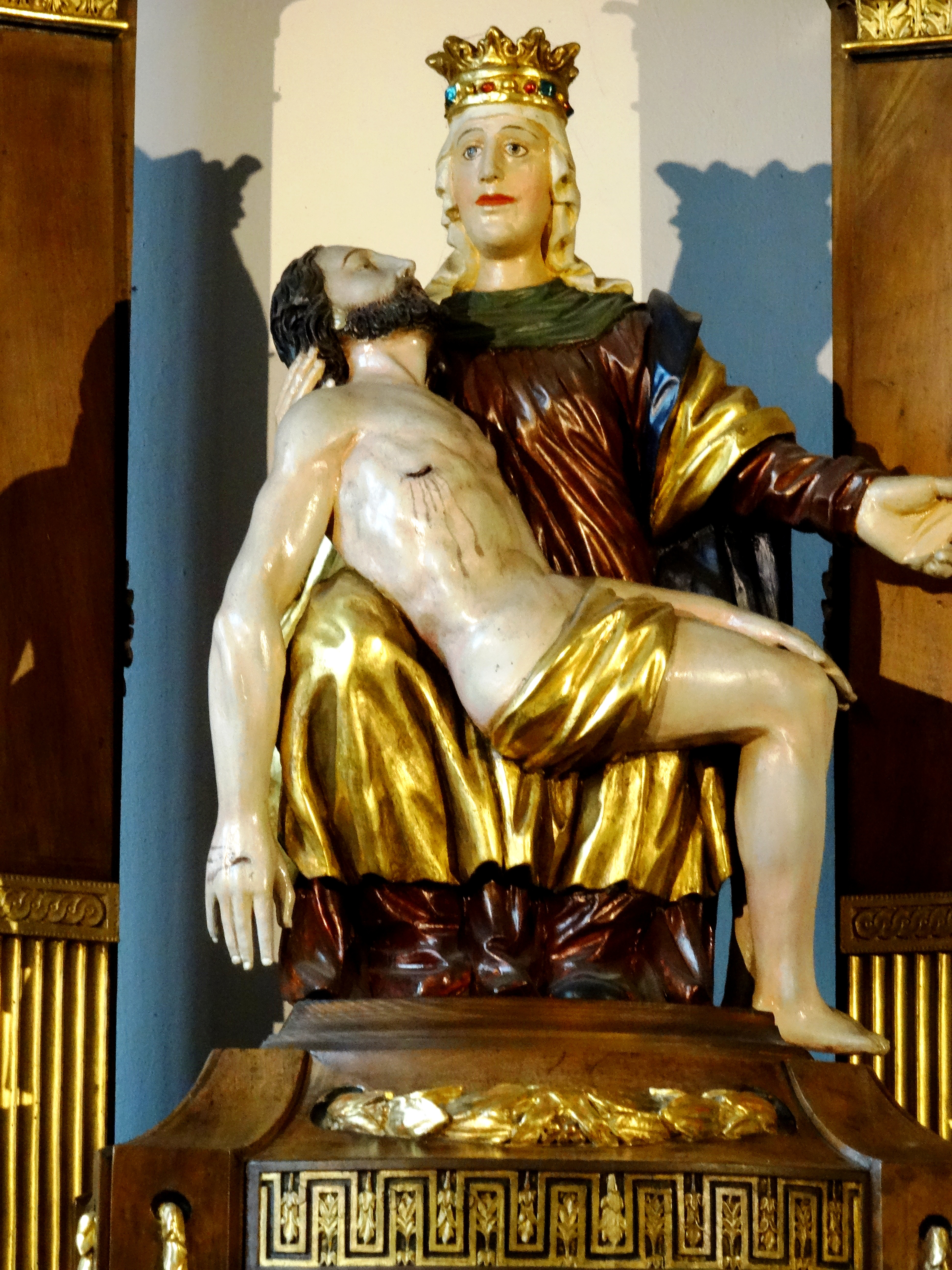
Mittelalterliche Pieta am Altar der Seitenkapelle
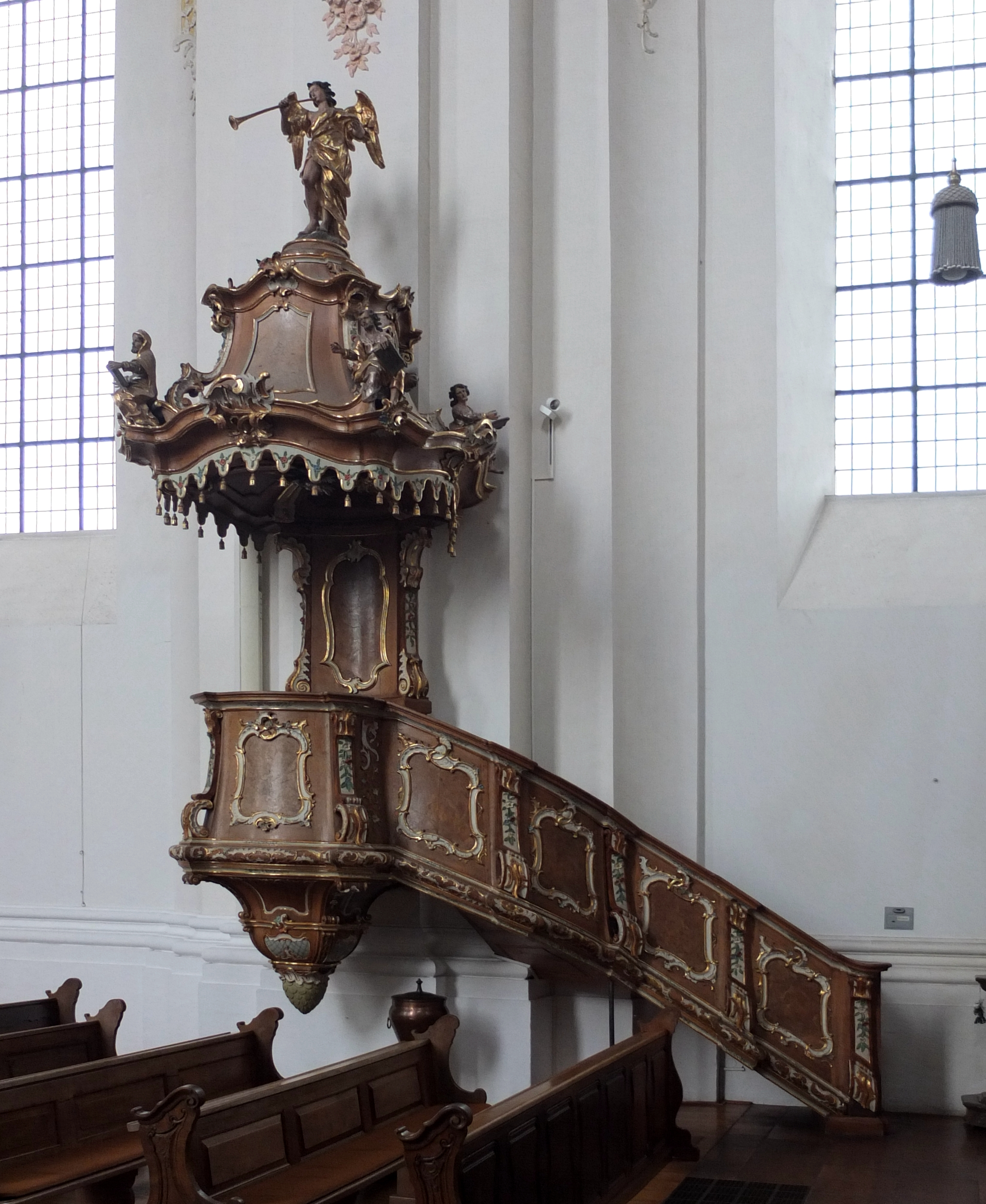
Kanzel
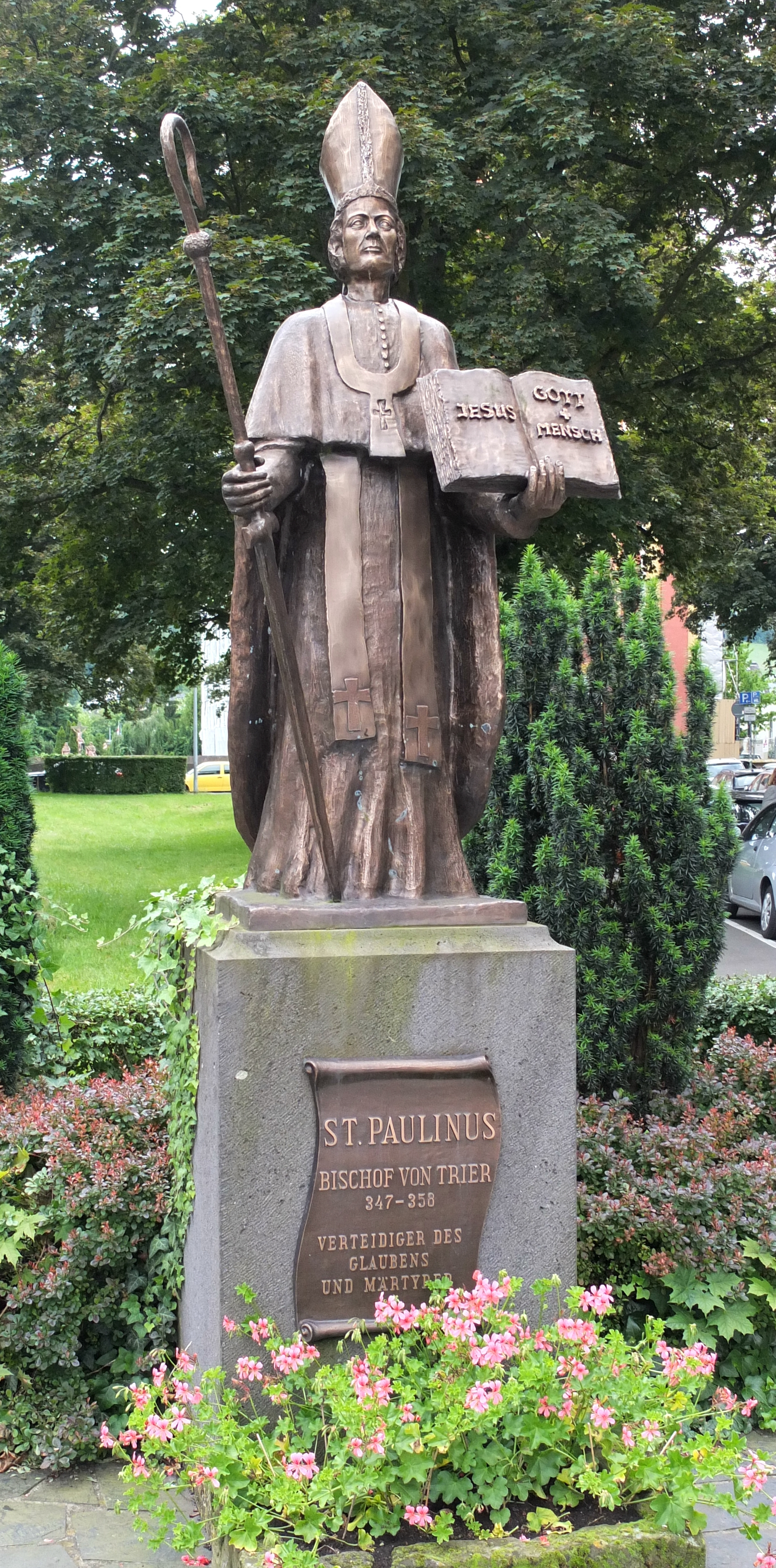
Bronze-Statue St. Paulinus
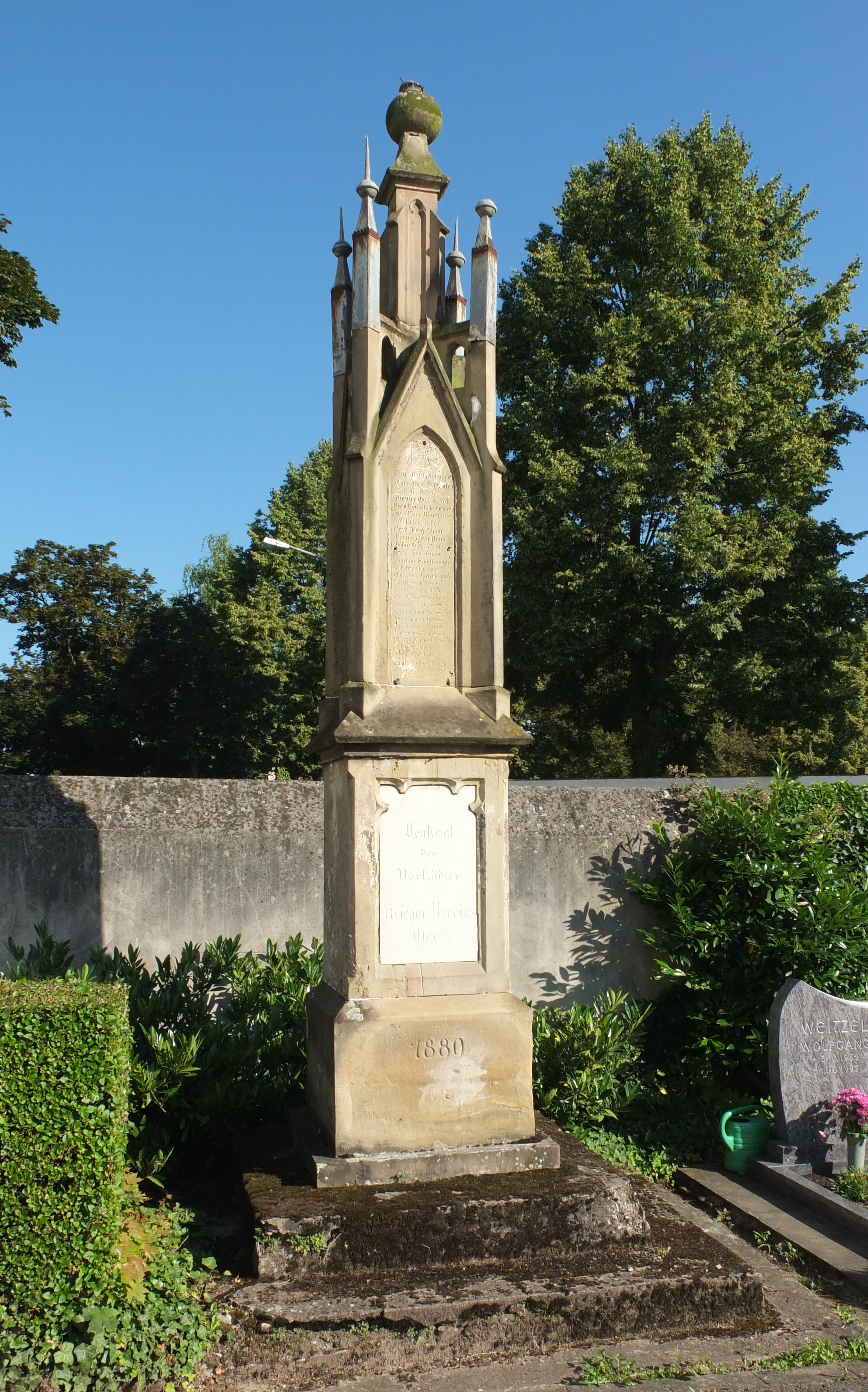
Kriegerdenkmal 1880
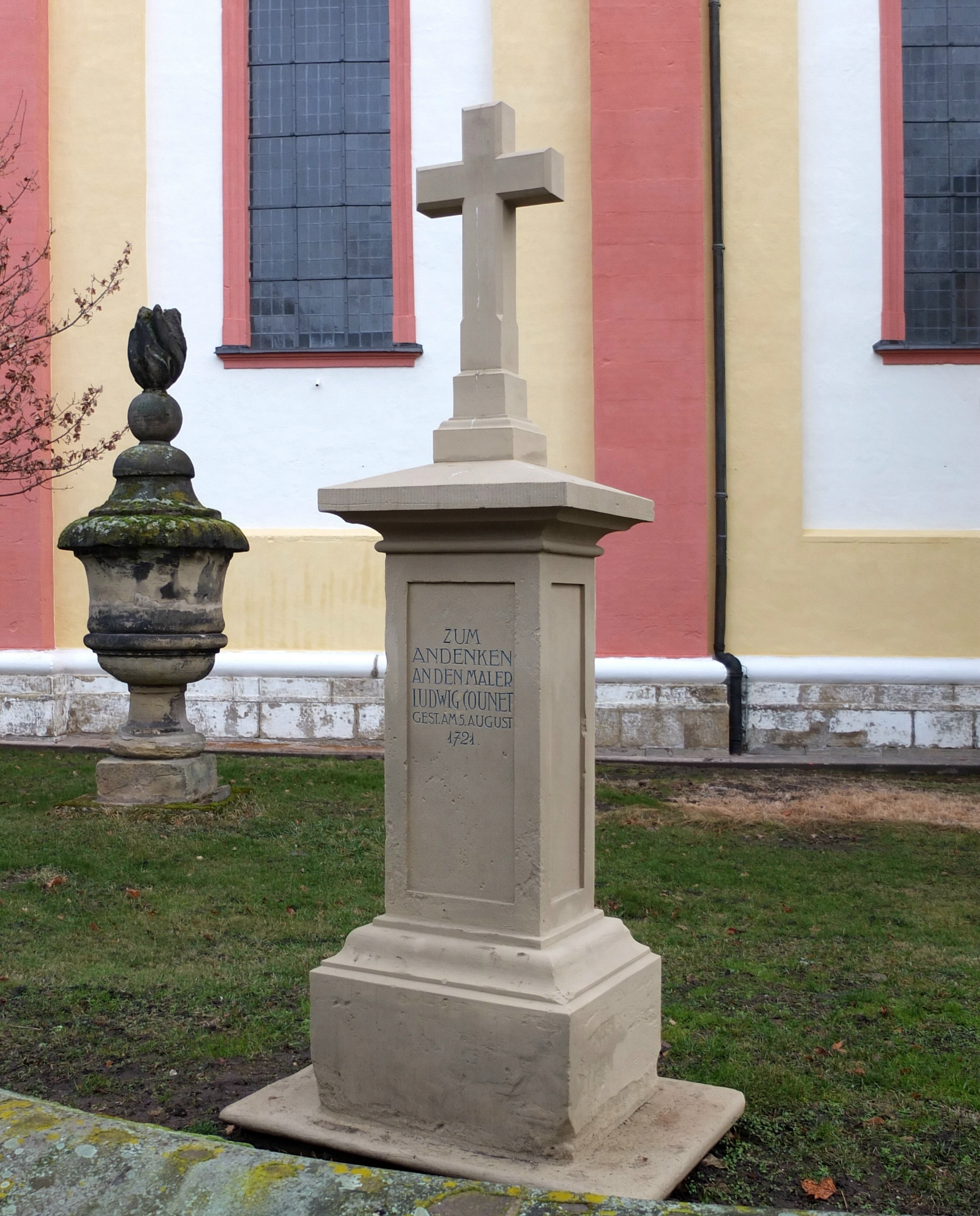
Gedenkkreuz für den Maler Louis Counet († 1721)
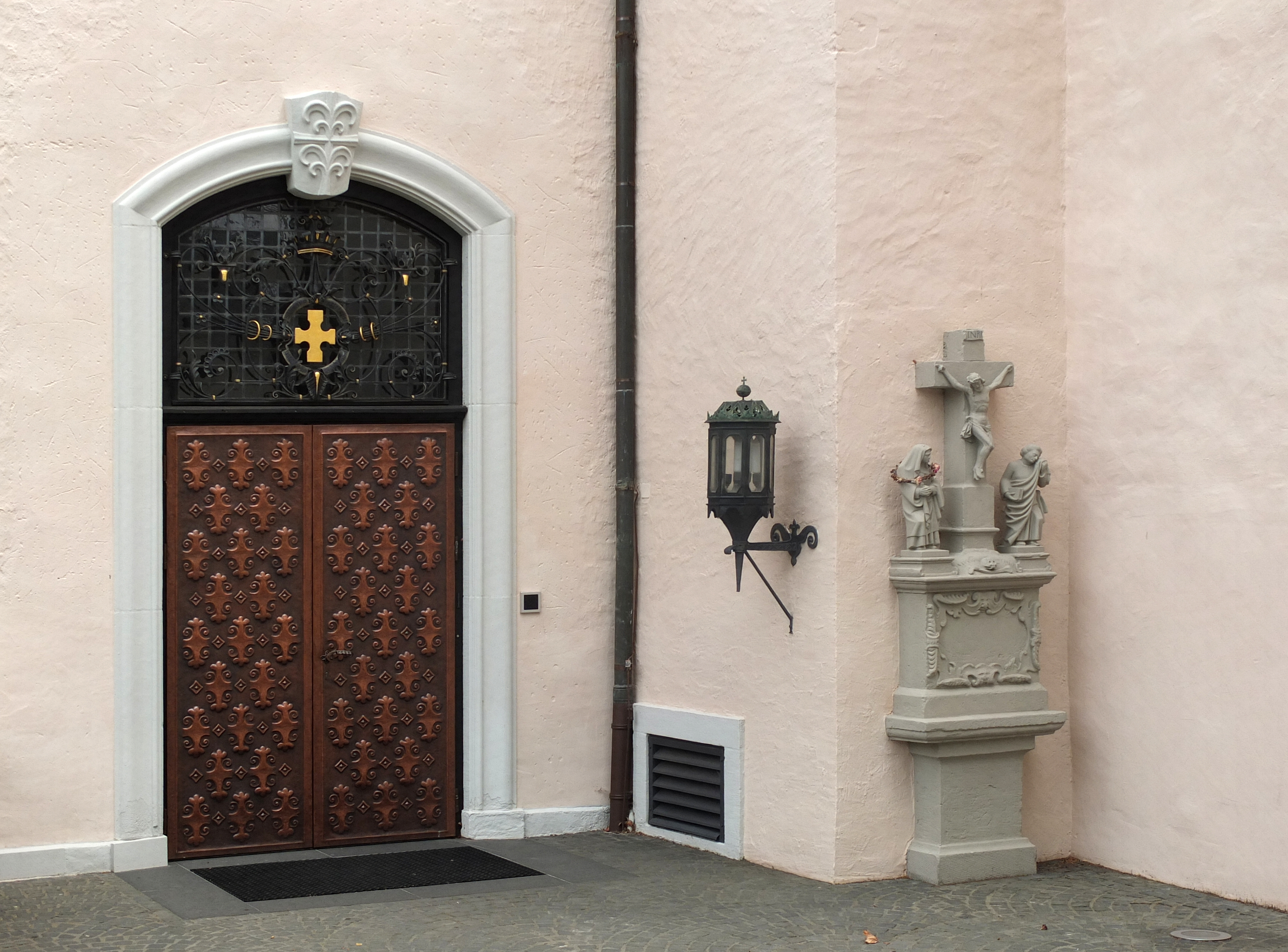
Seitenportal und Kreuzigungsgruppe
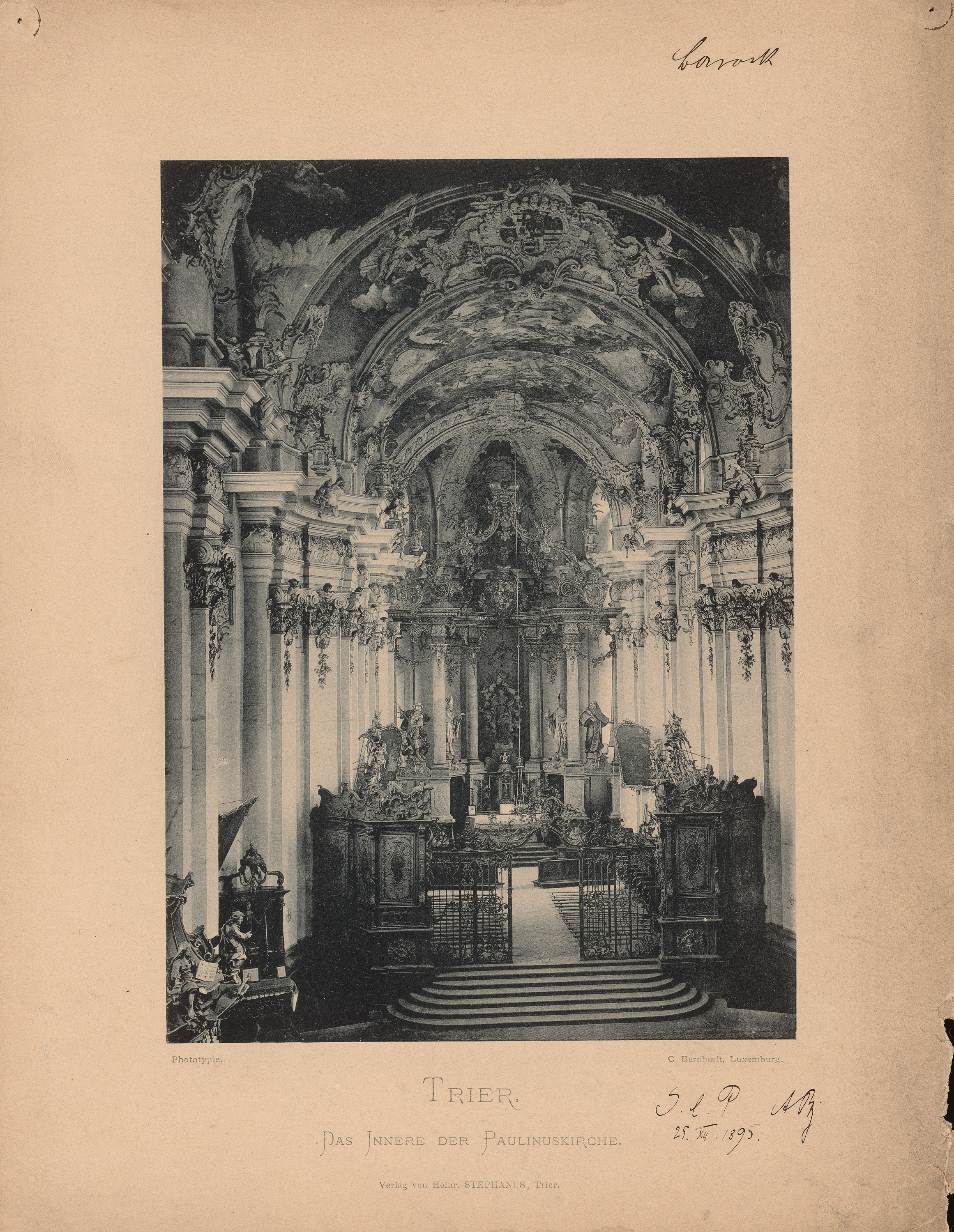
Innenansicht 1895
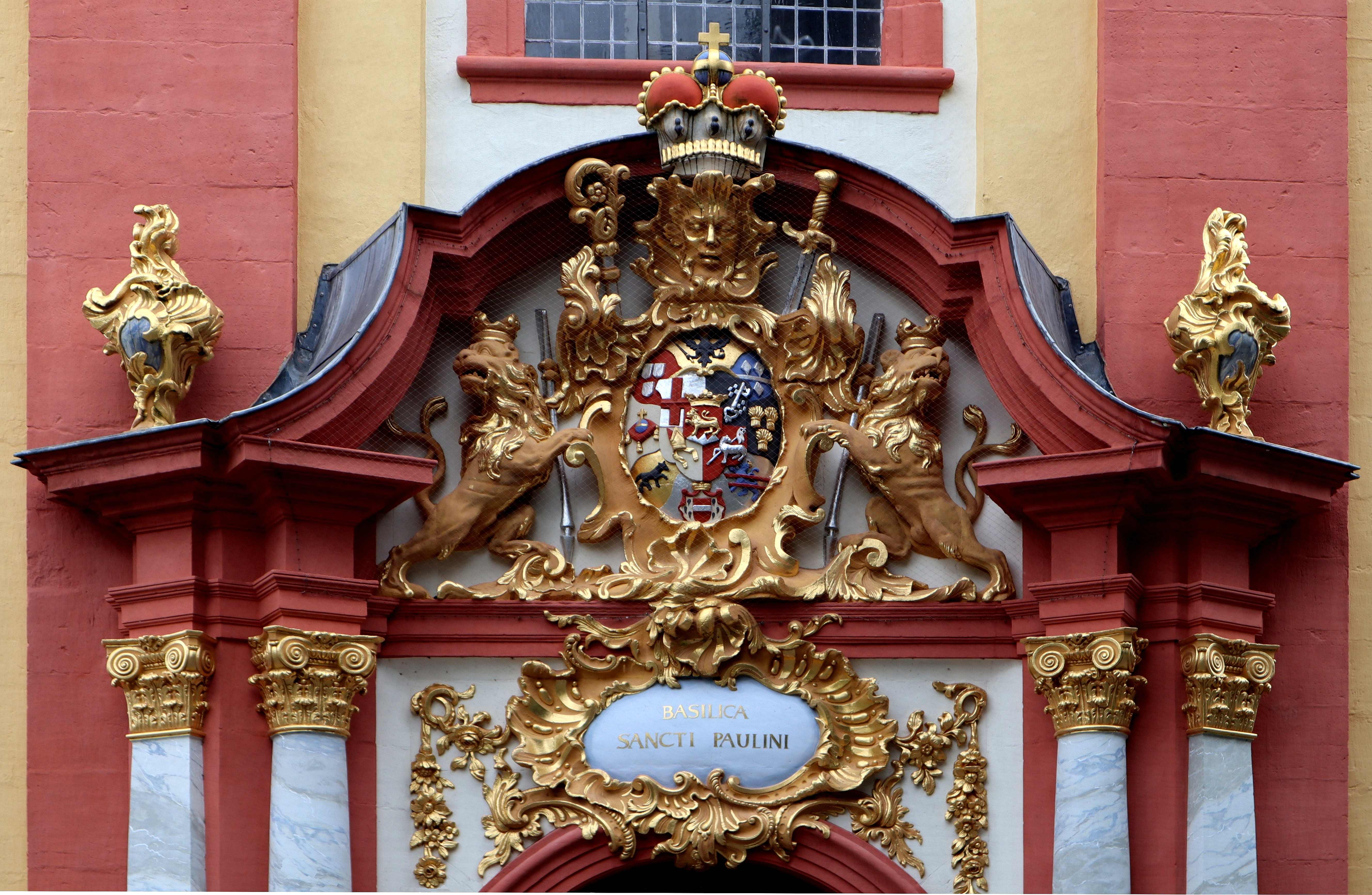
Wappen des Kurfürsten Franz Georg von Schönborn

## Orgel

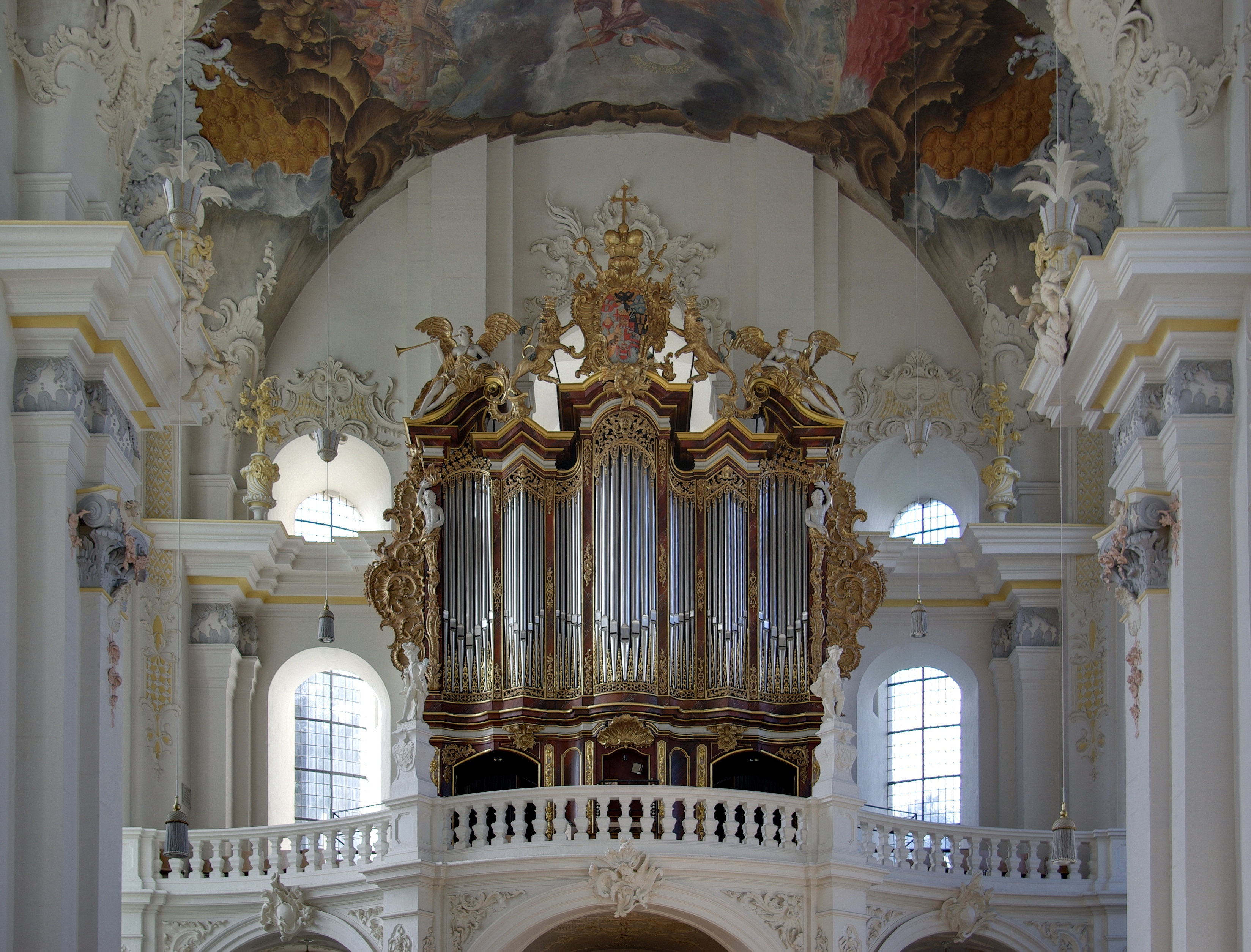
Orgel

Die Orgel von St. Paulin wurde in den Jahren 1747 bis 1756 von dem Orgelbauer Romanus Benedikt Nollet (Trier) erbaut. Das Orgelgehäuse wurde nach einem Entwurf von Balthasar Neumann gebaut.
Im Jahre 1858 wurde das Instrument von Heinrich Wilhelm Breidenfeld (Trier) erneuert. Im Jahr 1934 elektrifizierte die Orgelbaufirma Klais (Bonn) die Orgel und ergänzte das Instrument um ein Schwellwerk. Im Jahr 1991 wurde die Orgel restauriert.
Das Instrument hat 42 Register. Mit Ausnahme des Schwellwerks, das elektrische Kegelladen hat, stehen die übrigen Manual-Werke auf den historischen mechanischen Schleifladen von 1858, das Pedalwerk auf mechanischen Schleifladen aus dem Jahr 1991.
| I Echo C–f3 |               |        |
| 1.          | Hohlflöte     | 8′     |
| 2.          | Unda maris    | 8′     |
| 3.          | Principal     | 4′     |
| 4.          | Gemshorn      | 4′     |
| 5.          | Nasard        | 2 ⁄3′  |
| 6.          | Octave        | 2′     |
| 7.          | Terz          | 1 3⁄5′ |
| 8.          | Mixtur III-IV | 1′     |
| 9.          | Krummhorn     | 8′     |
| 10.         | Vox humana    | 8′     |
|             | Tremulant     |        |

| II Hauptwerk C–f3 |                |       |
| 11.               | Bordun         | 16′   |
| 12.               | Principal      | 8′    |
| 13.               | Salicional     | 8′    |
| 14.               | Viola da Gamba | 8′    |
| 15.               | Rohrflöte      | 8′    |
| 16.               | Octave         | 4′    |
| 17.               | Waldflöte      | 4′    |
| 18.               | Flaut doux     | 4′    |
| 19.               | Quinte         | 2 ⁄3′ |
| 20.               | Superoctave    | 2′    |
| 21.               | Mixtur V-III   | 1 ⁄3′ |
| 22.               | Trompete       | 8′    |
| 23.               | Clarino        | 4′    |

| III Schwellwerk C–f3 |                   |       |
| 24.                  | Lieblich Gedackt  | 16′   |
| 25.                  | Geigenprincipal   | 8′    |
| 26.                  | Bordunalflöte     | 8′    |
| 27.                  | Aeoline           | 8′    |
| 28.                  | Vox coelestis     | 8′    |
| 29.                  | Octave            | 4′    |
| 30.                  | Waldflöte         | 2′    |
| 31.                  | Progressio III-IV | 2 ⁄3′ |
| 32.                  | Tromp. harm.      | 8′    |
|                      | Tremulant         |       |

| Pedal C–f1 |                 |         |
| 33.        | Principal       | 16′     |
| 34.        | Subbaß          | 16′     |
| 35.        | Quintbaß        | 10 2⁄3′ |
| 36.        | Oktavbaß        | 8′      |
| 37.        | Gedackt         | 8′      |
| 38.        | Tenoroctave     | 4′      |
| 39.        | Rauschpfeife IV | 2 ⁄3′   |
| 40.        | Bombarde        | 16′     |
| 41.        | Posaune         | 8′      |
| 42.        | Clairon         | 4′      |

- Koppeln:
  - Normalkoppeln: I/II, III/II, III/I, I/P, II/P, III/P
  - Superoktavkoppeln: III/II, III/III

## Glocken
In der Glockenstube hängen vier Kirchenglocken im Holzglockenstuhl. Die Brüder Joseph und Charles Perrin (1797–1849) aus dem französischen Maisoncelles gossen sie in den Jahren 1821, die kleinste Glocke 1822. Da wegen der beiden Weltkriege nur wenige Geläute des 19. Jahrhunderts existieren, hat das Geläut von St. Paulin einen hohen historischen Wert. Das Klangbild entspricht dem Typus der französischen Glockengießkunst jener Zeit. Zum Angelusläuten um 07:30, 12:00 und 19:00 Uhr erklingen 3×3 Schläge auf Glocke 3, die darauf für wenige Minuten nachläutet. Eine Viertelstunde vor Messbeginn läuten an Werktagen zwei, zu den Sonntagsmessen drei und an Hochfesten alle vier Glocken, wobei bei den letzteren beiden Fällen immer eine halbe Stunde vor Messbeginn ein Vorläuten erfolgt. Die Viertelstunden werden auf Glocke 3, die ganzen Stunden auf Glocke 1 geschlagen. Bei der Kirchenrenovierung 2014 wurde auch der Glockenstuhl ertüchtigt und neue Antriebstechnik montiert.
| Nr. | Name                           | Gussjahr | Gießer                  | Durchmesser (mm) | Gewicht (kg) | Nominal (16tel) |
| 1   | Paulinus & Trierische Märtyrer | 1821     | Joseph & Charles Perrin | 1570             | 2365         | h0 −11          |
| 2   | Nikolaus & Donatus             | 1821     | Joseph & Charles Perrin | 1420             | 1774         | cis1 –9         |
| 3   | Michael & Walburga             | 1821     | Joseph & Charles Perrin | 1273             | 1239         | d1 −5           |
| 4   | Petrus & Johannes Nepomuk      | 1822     | Joseph & Charles Perrin | 1168             | 1017         | e1 −4           |

## Friedhof und Kirchvorplatz
Im Osten und Norden der Kirche liegt ein kleiner Friedhof. Darauf befindet sich seit 1989 eine Kapelle mit dem Grab der seligen Ursulinenschwester Blandine Merten.
Im Westen der Kirche steht auf dem Kirchvorplatz ein steinernes Kreuz, das Ähnlichkeit mit dem Trierer Marktkreuz hat. Es ist unbekannt, ob es sich bei dem Kreuz um ein Marktkreuz, ein Gerichts- oder Immunitätszeichen oder um ein Märtyrerkreuz handelt.

## Weinbergsbesitz
Der Stift St. Paulin unterhielt bis zur Säkularisation zu Beginn des 19. Jahrhunderts Weinberge in verschiedenen Gegenden an der Mosel. Zu den bekanntesten Weingütern zählt das Weingut Paulinshof in Kesten an der Mittelmosel. Es wurde erstmals 936 n. Chr. in einer Schenkungsurkunde König Heinrichs I. erwähnt.

## Filme
- Film von Catherine von Westernhagen für die SWR-Reihe Himmel auf Erden (2018)